# Svenska cupen i fotboll 2010
Svenska cupen i fotboll 2010 spelades den 21 mars till 13 november 2010. Cupen vanns av Helsingborgs IF som slog Hammarby IF i finalen.

## Nytt för säsongen 2010
- Matchtruppen ökad från 16 till 18 spelare.
- Antal medaljer ökad från 16 till 18 stycken. Segrande finallag får guld och förlorande finallag får stora silver.

## Spelordning

### Spelplatser
Fram till och med kvartsfinaler – för både herrar och damer – gäller att lagen från en lägre serie ska ha hemmamatch. 
I semifinalerna gäller fri lottning.
Finalmatchernas spelplats sker på någon av lagens hemma utses genom lottning.

### Matcher
Varje möte avgörs i en match med 2x45 minuter. Vid oavgjort efter ordinarie tid tillämpas 2x15 minuter förlängning. Vid oavgjort efter förlängning tillämpas straffläggning.

## Omgångar
Vinnande lag blir kvalificerat för en plats i Uefa Europa League.
Om Svenska Cupen-vinnaren...
- även vunnit allsvenskan: får förlorande finallag EL-platsen.
- slutar på plats 2-3 i Allsvenskan: får 4:an i allsvenskan EL-platsen

### Kvalomgång
| 1           | 3 mars 2010 | Lilla Trälöv | 1 – 5           | Ramlösa Södra                                              | Påskbergsvallen                                     |                                                     |
| 19:30 UTC+1 | 19:30 UTC+1 | Glad 86′     | (0 – 3) Rapport | 10′ M. Karlsson 13′ Kopfinger 33′, 47′ Trstena 72′ Vidovic | Varberg Publik: 50 Domare: Henrik Hall (Falkenberg) | Varberg Publik: 50 Domare: Henrik Hall (Falkenberg) |
| 19:30 UTC+1 | 19:30 UTC+1 |              |                 |                                                            | Varberg Publik: 50 Domare: Henrik Hall (Falkenberg) | Varberg Publik: 50 Domare: Henrik Hall (Falkenberg) |
| 19:30 UTC+1 | 19:30 UTC+1 |              |                 |                                                            | Varberg Publik: 50 Domare: Henrik Hall (Falkenberg) | Varberg Publik: 50 Domare: Henrik Hall (Falkenberg) |

| 2           | 6 mars 2010 | Lilla Edet        | 1 – 2           | Torslanda IK        |                                      |                                      |
| 13:00 UTC+1 | 13:00 UTC+1 | T. Gustafsson 86′ | (0 – 0) Rapport | 51′ Falk 88′ Bothén | Domare: Andreas Ekholm (Trollhättan) | Domare: Andreas Ekholm (Trollhättan) |
| 13:00 UTC+1 | 13:00 UTC+1 |                   |                 |                     | Domare: Andreas Ekholm (Trollhättan) | Domare: Andreas Ekholm (Trollhättan) |
| 13:00 UTC+1 | 13:00 UTC+1 |                   |                 |                     | Domare: Andreas Ekholm (Trollhättan) | Domare: Andreas Ekholm (Trollhättan) |

| 3           | 6 mars 2010 | Notevikens IK | 1 – 3           | Umedalens IF                     |                                            |                                            |
| 14:00 UTC+1 | 14:00 UTC+1 | Jamshidi 90′  | (0 – 3) Rapport | 25′ (str.), 39′ Lott 38′ Persson | Publik: 105 Domare: Johan Öhman (Karlstad) | Publik: 105 Domare: Johan Öhman (Karlstad) |
| 14:00 UTC+1 | 14:00 UTC+1 |               |                 |                                  | Publik: 105 Domare: Johan Öhman (Karlstad) | Publik: 105 Domare: Johan Öhman (Karlstad) |
| 14:00 UTC+1 | 14:00 UTC+1 |               |                 |                                  | Publik: 105 Domare: Johan Öhman (Karlstad) | Publik: 105 Domare: Johan Öhman (Karlstad) |

| 4        | 11 mars 2010 | IFK Uddevalla  | 1 – 2           | Holmalunds IF         |                                                |                                                |
| 19 UTC+1 | 19 UTC+1     | Andreasson 80′ | (0 – 0) Rapport | 47′ Borg 90′ Profozic | Publik: 70 Domare: Gustaf Johansson (Skärhamn) | Publik: 70 Domare: Gustaf Johansson (Skärhamn) |
| 19 UTC+1 | 19 UTC+1     |                |                 |                       | Publik: 70 Domare: Gustaf Johansson (Skärhamn) | Publik: 70 Domare: Gustaf Johansson (Skärhamn) |
| 19 UTC+1 | 19 UTC+1     |                |                 |                       | Publik: 70 Domare: Gustaf Johansson (Skärhamn) | Publik: 70 Domare: Gustaf Johansson (Skärhamn) |

| 5           | 13 mars 2010 | Skärblacka IF | 0 – 3           | Nyköpings BIS              | City Gross arena                                       |                                                        |
| 17:00 UTC+1 | 17:00 UTC+1  |               | (0 – 2) Rapport | 23′ Hansson 27′, 49′ Funes | Norrköping Publik: 70 Domare: Jon Lindholm (Linköping) | Norrköping Publik: 70 Domare: Jon Lindholm (Linköping) |
| 17:00 UTC+1 | 17:00 UTC+1  |               |                 |                            | Norrköping Publik: 70 Domare: Jon Lindholm (Linköping) | Norrköping Publik: 70 Domare: Jon Lindholm (Linköping) |
| 17:00 UTC+1 | 17:00 UTC+1  |               |                 |                            | Norrköping Publik: 70 Domare: Jon Lindholm (Linköping) | Norrköping Publik: 70 Domare: Jon Lindholm (Linköping) |

| 6           | 17 mars 2010 | Morön BK | 0 – 7           | Bodens BK                                                          |                                                |                                                |
| 19:45 UTC+1 | 19:45 UTC+1  |          | (0 – 2) Rapport | 3′ Lantto 42′, 75′, 84′, 86′ Andersson 51′ Bergdahl 61′ Brännström | Publik: 74 Domare: Daniel Brandon (Sundbyberg) | Publik: 74 Domare: Daniel Brandon (Sundbyberg) |
| 19:45 UTC+1 | 19:45 UTC+1  |          |                 |                                                                    | Publik: 74 Domare: Daniel Brandon (Sundbyberg) | Publik: 74 Domare: Daniel Brandon (Sundbyberg) |
| 19:45 UTC+1 | 19:45 UTC+1  |          |                 |                                                                    | Publik: 74 Domare: Daniel Brandon (Sundbyberg) | Publik: 74 Domare: Daniel Brandon (Sundbyberg) |

| 7           | 17 mars 2010 | Ängby IF                  | 0000 2 – 5 (e.fl.) | Värmdö IF                                                | Järfällavallen                                                     |                                                                    |
| 20:00 UTC+1 | 20:00 UTC+1  | Svarvars 10′ Melander 82′ | (1 – 0) Rapport    | 55′ Sürek 60′ Ibrahim 92′ (str.) Ahmed 108′, 115′ Ceesay | Järfälla kommun Publik: 52 Domare: Jonas Schenning (Västerhaninge) | Järfälla kommun Publik: 52 Domare: Jonas Schenning (Västerhaninge) |
| 20:00 UTC+1 | 20:00 UTC+1  |                           |                    |                                                          | Järfälla kommun Publik: 52 Domare: Jonas Schenning (Västerhaninge) | Järfälla kommun Publik: 52 Domare: Jonas Schenning (Västerhaninge) |
| 20:00 UTC+1 | 20:00 UTC+1  |                           |                    |                                                          | Järfälla kommun Publik: 52 Domare: Jonas Schenning (Västerhaninge) | Järfälla kommun Publik: 52 Domare: Jonas Schenning (Västerhaninge) |

| 8           | 19 mars 2010 | Matfors IF | 0 – 2           | Friska Viljor              |                                                   |                                                   |
| 19:30 UTC+1 | 19:30 UTC+1  |            | (0 – 1) Rapport | 22′ Hörnström 60′ Eriksson | Publik: 27 Domare: Niklas Abrahamsson (Sollefteå) | Publik: 27 Domare: Niklas Abrahamsson (Sollefteå) |
| 19:30 UTC+1 | 19:30 UTC+1  |            |                 |                            | Publik: 27 Domare: Niklas Abrahamsson (Sollefteå) | Publik: 27 Domare: Niklas Abrahamsson (Sollefteå) |
| 19:30 UTC+1 | 19:30 UTC+1  |            |                 |                            | Publik: 27 Domare: Niklas Abrahamsson (Sollefteå) | Publik: 27 Domare: Niklas Abrahamsson (Sollefteå) |

| 9           | 19 mars 2010 | FC Innerstan | 2 – 3           | Myresjö IF |                                            |                                            |
| 20:00 UTC+1 | 20:00 UTC+1  |              | (0 – 0) Rapport |            | Publik: 52 Domare: Victor Wolf (Stockholm) | Publik: 52 Domare: Victor Wolf (Stockholm) |
| 20:00 UTC+1 | 20:00 UTC+1  |              |                 |            | Publik: 52 Domare: Victor Wolf (Stockholm) | Publik: 52 Domare: Victor Wolf (Stockholm) |
| 20:00 UTC+1 | 20:00 UTC+1  |              |                 |            | Publik: 52 Domare: Victor Wolf (Stockholm) | Publik: 52 Domare: Victor Wolf (Stockholm) |

| 10          | 20 mars 2010 | Oskarshamns AIK                                                                          | 9 – 0           | Tannefors IF |                                              |                                              |
| 11:45 UTC+1 | 11:45 UTC+1  | P. Larsson 8′ Dolk 13′, 50′ Drndo 38′, 72′ 56′ (sjm.) Niklasson 75′, 83′ Reiz 90′ (str.) | (3 – 0) Rapport |              | Publik: 73 Domare: Zdravko Papic (Västervik) | Publik: 73 Domare: Zdravko Papic (Västervik) |
| 11:45 UTC+1 | 11:45 UTC+1  |                                                                                          |                 |              | Publik: 73 Domare: Zdravko Papic (Västervik) | Publik: 73 Domare: Zdravko Papic (Västervik) |
| 11:45 UTC+1 | 11:45 UTC+1  |                                                                                          |                 |              | Publik: 73 Domare: Zdravko Papic (Västervik) | Publik: 73 Domare: Zdravko Papic (Västervik) |

| 11          | 20 mars 2010 | IFK Klagshamn | 1 – 0           | Kristianstads FF |                                          |                                          |
| 12:00 UTC+1 | 12:00 UTC+1  | Karim 19′     | (1 – 0) Rapport |                  | Publik: 52 Domare: Niklas Olsson (Ystad) | Publik: 52 Domare: Niklas Olsson (Ystad) |
| 12:00 UTC+1 | 12:00 UTC+1  |               |                 |                  | Publik: 52 Domare: Niklas Olsson (Ystad) | Publik: 52 Domare: Niklas Olsson (Ystad) |
| 12:00 UTC+1 | 12:00 UTC+1  |               |                 |                  | Publik: 52 Domare: Niklas Olsson (Ystad) | Publik: 52 Domare: Niklas Olsson (Ystad) |

| 12          | 20 mars 2010 | IFK Falköping | 0 – 2           | Norrby IF                 |                                            |                                            |
| 12:00 UTC+1 | 12:00 UTC+1  |               | (0 – 0) Rapport | 52′ Sjögerén 90′ Lindgren | Publik: 160 Domare: Nermin Cisic (Värnamo) | Publik: 160 Domare: Nermin Cisic (Värnamo) |
| 12:00 UTC+1 | 12:00 UTC+1  |               |                 |                           | Publik: 160 Domare: Nermin Cisic (Värnamo) | Publik: 160 Domare: Nermin Cisic (Värnamo) |
| 12:00 UTC+1 | 12:00 UTC+1  |               |                 |                           | Publik: 160 Domare: Nermin Cisic (Värnamo) | Publik: 160 Domare: Nermin Cisic (Värnamo) |

| 13          | 20 mars 2010 | Akropolis IF                                     | 3 – 2           | Gamla Upsala               | Stadshagens IP                                       |                                                      |
| 13:00 UTC+1 | 13:00 UTC+1  | Alsberg 31′ Kourlos 34′ F. Pettersson 47′ (str.) | (2 – 1) Rapport | 17′ Skoglund 76′ Folkesson | Stockholm Publik: 102 Domare: Johan Fält (Stockholm) | Stockholm Publik: 102 Domare: Johan Fält (Stockholm) |
| 13:00 UTC+1 | 13:00 UTC+1  |                                                  |                 |                            | Stockholm Publik: 102 Domare: Johan Fält (Stockholm) | Stockholm Publik: 102 Domare: Johan Fält (Stockholm) |
| 13:00 UTC+1 | 13:00 UTC+1  |                                                  |                 |                            | Stockholm Publik: 102 Domare: Johan Fält (Stockholm) | Stockholm Publik: 102 Domare: Johan Fält (Stockholm) |

| 14          | 20 mars 2010 | Åsebro IF | 0 – 2           | Utsiktens BK    |                                     |                                     |
| 13:30 UTC+1 | 13:30 UTC+1  |           | (0 – 0) Rapport | 54′, 68′ Jevtic | Domare: Mikael Eriksson (Huskvarna) | Domare: Mikael Eriksson (Huskvarna) |
| 13:30 UTC+1 | 13:30 UTC+1  |           |                 |                 | Domare: Mikael Eriksson (Huskvarna) | Domare: Mikael Eriksson (Huskvarna) |
| 13:30 UTC+1 | 13:30 UTC+1  |           |                 |                 | Domare: Mikael Eriksson (Huskvarna) | Domare: Mikael Eriksson (Huskvarna) |

| 15          | 20 mars 2010 | Karlstad BK | 1 – 2           | Skövde AIK                   | Kebab Arena                               |                                           |
| 14:00 UTC+1 | 14:00 UTC+1  | Linder 75′  | (0 – 0) Rapport | 51′ Gerhardsson 58′ Lindberg | Karlstad Publik: 100 Domare: Ola Svensson | Karlstad Publik: 100 Domare: Ola Svensson |
| 14:00 UTC+1 | 14:00 UTC+1  |             |                 |                              | Karlstad Publik: 100 Domare: Ola Svensson | Karlstad Publik: 100 Domare: Ola Svensson |
| 14:00 UTC+1 | 14:00 UTC+1  |             |                 |                              | Karlstad Publik: 100 Domare: Ola Svensson | Karlstad Publik: 100 Domare: Ola Svensson |

| 16          | 20 mars 2010 | Råå IF                     | 2 – 4           | IFK Hässleholm                           |                                                  |                                                  |
| 15:15 UTC+1 | 15:15 UTC+1  | M. Karlsson 25′ Kittel 45′ | (2 – 3) Rapport | 6′ Birgersson 8′ Bergström 9′, 80′ Thurn | Publik: 150 Domare: Jakob Magnetorp (Trelleborg) | Publik: 150 Domare: Jakob Magnetorp (Trelleborg) |
| 15:15 UTC+1 | 15:15 UTC+1  |                            |                 |                                          | Publik: 150 Domare: Jakob Magnetorp (Trelleborg) | Publik: 150 Domare: Jakob Magnetorp (Trelleborg) |
| 15:15 UTC+1 | 15:15 UTC+1  |                            |                 |                                          | Publik: 150 Domare: Jakob Magnetorp (Trelleborg) | Publik: 150 Domare: Jakob Magnetorp (Trelleborg) |

| 17          | 20 mars 2010 | Kalmar AIK  | 1 – 4           | Sölvesborgs GoIF                        | Fredriksskans IP                                        |                                                         |
| 15:30 UTC+1 | 15:30 UTC+1  | Fryxell 26′ | (1 – 1) Rapport | 39′ Mimic 68′ Blekic 80′ Trgo 87′ Jahic | Kalmar Publik: 55 Domare: Michael Axelsson (Oskarshamn) | Kalmar Publik: 55 Domare: Michael Axelsson (Oskarshamn) |
| 15:30 UTC+1 | 15:30 UTC+1  |             |                 |                                         | Kalmar Publik: 55 Domare: Michael Axelsson (Oskarshamn) | Kalmar Publik: 55 Domare: Michael Axelsson (Oskarshamn) |
| 15:30 UTC+1 | 15:30 UTC+1  |             |                 |                                         | Kalmar Publik: 55 Domare: Michael Axelsson (Oskarshamn) | Kalmar Publik: 55 Domare: Michael Axelsson (Oskarshamn) |

| 18          | 20 mars 2010 | Sörskogens IF | 0 – 4           | Enskede IK                                   |                                                |                                                |
| 16:00 UTC+1 | 16:00 UTC+1  |               | (0 – 1) Rapport | 25′ (sjm.) 68′ Pimentel 73′ Solini 77′ Ståhl | Publik: 33 Domare: Björn Särnbrink (Segeltorp) | Publik: 33 Domare: Björn Särnbrink (Segeltorp) |
| 16:00 UTC+1 | 16:00 UTC+1  |               |                 |                                              | Publik: 33 Domare: Björn Särnbrink (Segeltorp) | Publik: 33 Domare: Björn Särnbrink (Segeltorp) |
| 16:00 UTC+1 | 16:00 UTC+1  |               |                 |                                              | Publik: 33 Domare: Björn Särnbrink (Segeltorp) | Publik: 33 Domare: Björn Särnbrink (Segeltorp) |

| 19          | 20 mars 2010 | Rynninge IK | 0 – 1           | Värmbols FC | Behrn Arena                                        |                                                    |
| 17:00 UTC+1 | 17:00 UTC+1  |             | (0 – 1) Rapport | 18′ Drotz   | Örebro Publik: 57 Domare: Patrik Almkvist (Örebro) | Örebro Publik: 57 Domare: Patrik Almkvist (Örebro) |
| 17:00 UTC+1 | 17:00 UTC+1  |             |                 |             | Örebro Publik: 57 Domare: Patrik Almkvist (Örebro) | Örebro Publik: 57 Domare: Patrik Almkvist (Örebro) |
| 17:00 UTC+1 | 17:00 UTC+1  |             |                 |             | Örebro Publik: 57 Domare: Patrik Almkvist (Örebro) | Örebro Publik: 57 Domare: Patrik Almkvist (Örebro) |

| 20         | 21 mars 2010 | FC Gute | 0 – 2           | Gröndals IK            | Rävhagen                                             |                                                      |
| 9:00 UTC+1 | 9:00 UTC+1   |         | (0 – 1) Rapport | 41′ Wallerius 83′ vem? | Visby Publik: 143 Domare: Johan Kjellin (Sundbyberg) | Visby Publik: 143 Domare: Johan Kjellin (Sundbyberg) |
| 9:00 UTC+1 | 9:00 UTC+1   |         |                 |                        | Visby Publik: 143 Domare: Johan Kjellin (Sundbyberg) | Visby Publik: 143 Domare: Johan Kjellin (Sundbyberg) |
| 9:00 UTC+1 | 9:00 UTC+1   |         |                 |                        | Visby Publik: 143 Domare: Johan Kjellin (Sundbyberg) | Visby Publik: 143 Domare: Johan Kjellin (Sundbyberg) |

| 21          | 21 mars 2010 | Kungsbacka IF | 0 – 2           | Gunnilse IS                 | Inlag IP                                                |                                                         |
| 13:45 UTC+1 | 13:45 UTC+1  |               | (0 – 2) Rapport | 8′ Sanduvac 12′ Ssewankambo | Kungsbacka Publik: 142 Domare: Adnan Jukic (Falkenberg) | Kungsbacka Publik: 142 Domare: Adnan Jukic (Falkenberg) |
| 13:45 UTC+1 | 13:45 UTC+1  |               |                 |                             | Kungsbacka Publik: 142 Domare: Adnan Jukic (Falkenberg) | Kungsbacka Publik: 142 Domare: Adnan Jukic (Falkenberg) |
| 13:45 UTC+1 | 13:45 UTC+1  |               |                 |                             | Kungsbacka Publik: 142 Domare: Adnan Jukic (Falkenberg) | Kungsbacka Publik: 142 Domare: Adnan Jukic (Falkenberg) |

| 22          | 21 mars 2010 | Mariedals IK                          | 3 – 1           | Fässbergs IF | Kransmossens IP                                        |                                                        |
| 15:00 UTC+1 | 15:00 UTC+1  | E. Larsson 7′ Ragnar 22′ Holmberg 69′ | (2 – 0) Rapport | 47′ Peci     | Borås Publik: 26 Domare: Kristoffer Karlsson (Höganäs) | Borås Publik: 26 Domare: Kristoffer Karlsson (Höganäs) |
| 15:00 UTC+1 | 15:00 UTC+1  |                                       |                 |              | Borås Publik: 26 Domare: Kristoffer Karlsson (Höganäs) | Borås Publik: 26 Domare: Kristoffer Karlsson (Höganäs) |
| 15:00 UTC+1 | 15:00 UTC+1  |                                       |                 |              | Borås Publik: 26 Domare: Kristoffer Karlsson (Höganäs) | Borås Publik: 26 Domare: Kristoffer Karlsson (Höganäs) |

| 23          | 21 mars 2010 | Svedala IF   | 1 – 2           | IS Halmia                  |                                                    |                                                    |
| 18:00 UTC+1 | 18:00 UTC+1  | Celander 65′ | (0 – 1) Rapport | 42′ Johansson 69′ Welander | Svedala Publik: 27 Domare: Andreas Jönsson (Lomma) | Svedala Publik: 27 Domare: Andreas Jönsson (Lomma) |
| 18:00 UTC+1 | 18:00 UTC+1  |              |                 |                            | Svedala Publik: 27 Domare: Andreas Jönsson (Lomma) | Svedala Publik: 27 Domare: Andreas Jönsson (Lomma) |
| 18:00 UTC+1 | 18:00 UTC+1  |              |                 |                            | Svedala Publik: 27 Domare: Andreas Jönsson (Lomma) | Svedala Publik: 27 Domare: Andreas Jönsson (Lomma) |

| 24       | 23 mars 2010 | Vallentuna BK | 0 – 1           | IK Frej    | Vallentuna IP                                           |                                                         |
| 19 UTC+1 | 19 UTC+1     |               | (0 – 1) Rapport | 25′ Hörtin | Vallentuna Publik: 37 Domare: Jonas Bäcklund (Partille) | Vallentuna Publik: 37 Domare: Jonas Bäcklund (Partille) |
| 19 UTC+1 | 19 UTC+1     |               |                 |            | Vallentuna Publik: 37 Domare: Jonas Bäcklund (Partille) | Vallentuna Publik: 37 Domare: Jonas Bäcklund (Partille) |
| 19 UTC+1 | 19 UTC+1     |               |                 |            | Vallentuna Publik: 37 Domare: Jonas Bäcklund (Partille) | Vallentuna Publik: 37 Domare: Jonas Bäcklund (Partille) |

| 25          | 24 mars 2010 | Kvarnsvedens IK  | 2 – 5           | Sandvikens IF                                             | Kvarnsvedens IP                                     |                                                     |
| 19:00 UTC+1 | 19:00 UTC+1  | Flygare 35′, 53′ | (1 – 2) Rapport | 40′ Abdulic 44′ (str.) Wanke 60′, 83′ Svanberg 80′ Lundin | Borlänge Publik: 75 Domare: Glenn Nyberg (Borlänge) | Borlänge Publik: 75 Domare: Glenn Nyberg (Borlänge) |
| 19:00 UTC+1 | 19:00 UTC+1  |                  |                 |                                                           | Borlänge Publik: 75 Domare: Glenn Nyberg (Borlänge) | Borlänge Publik: 75 Domare: Glenn Nyberg (Borlänge) |
| 19:00 UTC+1 | 19:00 UTC+1  |                  |                 |                                                           | Borlänge Publik: 75 Domare: Glenn Nyberg (Borlänge) | Borlänge Publik: 75 Domare: Glenn Nyberg (Borlänge) |

| 26          | 24 mars 2010 | Unik FK       | 1 – 4           | Hudiksvalls ABK                  |                                               |                                               |
| 19:15 UTC+1 | 19:15 UTC+1  | Nekmouche 84′ | (0 – 0) Rapport | 57′, 90′ Stillmark 74′, 80′ Lööf | Publik: 70 Domare: Bekir Jusufbasic (Uppsala) | Publik: 70 Domare: Bekir Jusufbasic (Uppsala) |
| 19:15 UTC+1 | 19:15 UTC+1  |               |                 |                                  | Publik: 70 Domare: Bekir Jusufbasic (Uppsala) | Publik: 70 Domare: Bekir Jusufbasic (Uppsala) |
| 19:15 UTC+1 | 19:15 UTC+1  |               |                 |                                  | Publik: 70 Domare: Bekir Jusufbasic (Uppsala) | Publik: 70 Domare: Bekir Jusufbasic (Uppsala) |

### Omgång 1–4

#### Omgång 1
| 1           | 18 mars 2010 | Ramlösa Södra                    | 4 – 6           | FC Rosengård                                                 |                                          |                                          |
| 18:00 UTC+1 | 18:00 UTC+1  | Kopfinger 32′, 63′ Fard 53′, 90′ | (1 – 3) Rapport | 5′ Wesemann Nilsson 14′, 82′ Ilic 38′ Roth 69′, 87′ N'Gounou | Publik: 50 Domare: Daniel Böcker (Malmö) | Publik: 50 Domare: Daniel Böcker (Malmö) |
| 18:00 UTC+1 | 18:00 UTC+1  |                                  |                 |                                                              | Publik: 50 Domare: Daniel Böcker (Malmö) | Publik: 50 Domare: Daniel Böcker (Malmö) |
| 18:00 UTC+1 | 18:00 UTC+1  |                                  |                 |                                                              | Publik: 50 Domare: Daniel Böcker (Malmö) | Publik: 50 Domare: Daniel Böcker (Malmö) |

| 2           | 27 mars 2010 | Skövde AIK                 | 0000 1 – 1 (e.fl.) | Degerfors IF   |                                                 |                                                 |
| 12:00 UTC+1 | 12:00 UTC+1  | Ahlander 58′               | (0 – 0) Rapport    | 84′ Samuelsson | Publik: 150 Domare: Mikael Eriksson (Huskvarna) | Publik: 150 Domare: Mikael Eriksson (Huskvarna) |
| 12:00 UTC+1 | 12:00 UTC+1  |                            |                    |                | Publik: 150 Domare: Mikael Eriksson (Huskvarna) | Publik: 150 Domare: Mikael Eriksson (Huskvarna) |
| 12:00 UTC+1 | 12:00 UTC+1  | Straffsparksläggning 3 – 4 |                    |                | Publik: 150 Domare: Mikael Eriksson (Huskvarna) | Publik: 150 Domare: Mikael Eriksson (Huskvarna) |

| 3           | 27 mars 2010 | Gröndals IK | 0000 1 – 3 (e.fl.) | Väsby United                        | Stadshagens IP                                  |                                                 |
| 12:00 UTC+1 | 12:00 UTC+1  | Bergman 86′ | (0 – 0) Rapport    | 50′ (sjm.) 92′ Holster 114′ Santana | Stockholm Publik: 85 Domare: Johan Hamlin (Bro) | Stockholm Publik: 85 Domare: Johan Hamlin (Bro) |
| 12:00 UTC+1 | 12:00 UTC+1  |             |                    |                                     | Stockholm Publik: 85 Domare: Johan Hamlin (Bro) | Stockholm Publik: 85 Domare: Johan Hamlin (Bro) |
| 12:00 UTC+1 | 12:00 UTC+1  |             |                    |                                     | Stockholm Publik: 85 Domare: Johan Hamlin (Bro) | Stockholm Publik: 85 Domare: Johan Hamlin (Bro) |

| 4           | 27 mars 2010 | IFK Klagshamn | 1 – 3           | Limhamn Bunkeflo                    |                                                        |                                                        |
| 13:00 UTC+1 | 13:00 UTC+1  | Karim 16′     | (1 – 1) Rapport | 15′ Evald 58′ Özay 83′ Kahrimanovic | Malmö Publik: 175 Domare: Jakob Magnetorp (Trelleborg) | Malmö Publik: 175 Domare: Jakob Magnetorp (Trelleborg) |
| 13:00 UTC+1 | 13:00 UTC+1  |               |                 |                                     | Malmö Publik: 175 Domare: Jakob Magnetorp (Trelleborg) | Malmö Publik: 175 Domare: Jakob Magnetorp (Trelleborg) |
| 13:00 UTC+1 | 13:00 UTC+1  |               |                 |                                     | Malmö Publik: 175 Domare: Jakob Magnetorp (Trelleborg) | Malmö Publik: 175 Domare: Jakob Magnetorp (Trelleborg) |

| 5           | 27 mars 2010 | Norrby IF          | 1 – 3           | Jönköpings Södra                          |                                                     |                                                     |
| 13:00 UTC+1 | 13:00 UTC+1  | Olander 10′ (str.) | (1 – 2) Rapport | 13′ Cederqvist 14′ Thelin 85′ Fagercrantz | Borås Publik: 117 Domare: Antti Kanerva (Olofstorp) | Borås Publik: 117 Domare: Antti Kanerva (Olofstorp) |
| 13:00 UTC+1 | 13:00 UTC+1  |                    |                 |                                           | Borås Publik: 117 Domare: Antti Kanerva (Olofstorp) | Borås Publik: 117 Domare: Antti Kanerva (Olofstorp) |
| 13:00 UTC+1 | 13:00 UTC+1  |                    |                 |                                           | Borås Publik: 117 Domare: Antti Kanerva (Olofstorp) | Borås Publik: 117 Domare: Antti Kanerva (Olofstorp) |

| 6           | 27 mars 2010 | Umedalens IF                            | 4 – 0           | Bodens BK | Umedalens IP                                        |                                                     |
| 13:00 UTC+1 | 13:00 UTC+1  | Hahrs 4′, 40′ Nylander 14′ Stigedal 71′ | (3 – 0) Rapport |           | Umeå Publik: 85 Domare: Tobias Blomquist (Själevad) | Umeå Publik: 85 Domare: Tobias Blomquist (Själevad) |
| 13:00 UTC+1 | 13:00 UTC+1  |                                         |                 |           | Umeå Publik: 85 Domare: Tobias Blomquist (Själevad) | Umeå Publik: 85 Domare: Tobias Blomquist (Själevad) |
| 13:00 UTC+1 | 13:00 UTC+1  |                                         |                 |           | Umeå Publik: 85 Domare: Tobias Blomquist (Själevad) | Umeå Publik: 85 Domare: Tobias Blomquist (Själevad) |

| 7           | 27 mars 2010 | Nyköpings BIS              | 0000 2 – 2 (e.fl.) | BK Forward            | Rosvalla IP                             |                                         |
| 13:00 UTC+1 | 13:00 UTC+1  | Funes 12′ Järpehag 21′     | (2 – 1) Rapport    | 35′ Ibrahim 77′ Yasin | Nyköping Domare: Jim Petersson (Motala) | Nyköping Domare: Jim Petersson (Motala) |
| 13:00 UTC+1 | 13:00 UTC+1  |                            |                    |                       | Nyköping Domare: Jim Petersson (Motala) | Nyköping Domare: Jim Petersson (Motala) |
| 13:00 UTC+1 | 13:00 UTC+1  | Straffsparksläggning 0 – 3 |                    |                       | Nyköping Domare: Jim Petersson (Motala) | Nyköping Domare: Jim Petersson (Motala) |

| 8           | 27 mars 2010 | IS Halmia | 0000 0 – 1 (e.fl.) | Lunds BK   |                                               |                                               |
| 14:00 UTC+1 | 14:00 UTC+1  |           | (0 – 0) Rapport    | 113′ Öberg | Publik: 60 Domare: Mattias Nyman (Kungsbacka) | Publik: 60 Domare: Mattias Nyman (Kungsbacka) |
| 14:00 UTC+1 | 14:00 UTC+1  |           |                    |            | Publik: 60 Domare: Mattias Nyman (Kungsbacka) | Publik: 60 Domare: Mattias Nyman (Kungsbacka) |
| 14:00 UTC+1 | 14:00 UTC+1  |           |                    |            | Publik: 60 Domare: Mattias Nyman (Kungsbacka) | Publik: 60 Domare: Mattias Nyman (Kungsbacka) |

| 9           | 27 mars 2010 | Akropolis IF                  | 2 – 3           | Hammarby TFF                 |                                  |                                  |
| 14:00 UTC+1 | 14:00 UTC+1  | F. Pettersson 44′, 89′ (str.) | (1 – 1) Rapport | 43′ Tedengren 52′, 86′ Malke | Domare: Dragan Banjac (Vendelsö) | Domare: Dragan Banjac (Vendelsö) |
| 14:00 UTC+1 | 14:00 UTC+1  |                               |                 |                              | Domare: Dragan Banjac (Vendelsö) | Domare: Dragan Banjac (Vendelsö) |
| 14:00 UTC+1 | 14:00 UTC+1  |                               |                 |                              | Domare: Dragan Banjac (Vendelsö) | Domare: Dragan Banjac (Vendelsö) |

| 10          | 27 mars 2010 | Sölvesborgs GoIF | 0 – 2           | Östers IF               |                                            |                                            |
| 14:30 UTC+1 | 14:30 UTC+1  |                  | (0 – 0) Rapport | 72′ Anderson 73′ Moberg | Publik: 130 Domare: Martin Olsson (Alnarp) | Publik: 130 Domare: Martin Olsson (Alnarp) |
| 14:30 UTC+1 | 14:30 UTC+1  |                  |                 |                         | Publik: 130 Domare: Martin Olsson (Alnarp) | Publik: 130 Domare: Martin Olsson (Alnarp) |
| 14:30 UTC+1 | 14:30 UTC+1  |                  |                 |                         | Publik: 130 Domare: Martin Olsson (Alnarp) | Publik: 130 Domare: Martin Olsson (Alnarp) |

| 11          | 27 mars 2010 | IFK Hässleholm | 0 – 1           | IFK Värnamo |                                                        |                                                        |
| 15:00 UTC+1 | 15:00 UTC+1  |                | (0 – 0) Rapport | 53′ Englund | Bjärnum Publik: 57 Domare: Michel Ekberg (Helsingborg) | Bjärnum Publik: 57 Domare: Michel Ekberg (Helsingborg) |
| 15:00 UTC+1 | 15:00 UTC+1  |                |                 |             | Bjärnum Publik: 57 Domare: Michel Ekberg (Helsingborg) | Bjärnum Publik: 57 Domare: Michel Ekberg (Helsingborg) |
| 15:00 UTC+1 | 15:00 UTC+1  |                |                 |             | Bjärnum Publik: 57 Domare: Michel Ekberg (Helsingborg) | Bjärnum Publik: 57 Domare: Michel Ekberg (Helsingborg) |

| 12          | 27 mars 2010 | Mariedals IK | 0 – 4           | Utsiktens BK                                     |                                                      |                                                      |
| 15:00 UTC+1 | 15:00 UTC+1  |              | (0 – 2) Rapport | 25′ Syversen 33′ Jonasson 66′ Olsson 75′ Evensen | Publik: 30 Domare: Andreas Hedström, Avesta (Avesta) | Publik: 30 Domare: Andreas Hedström, Avesta (Avesta) |
| 15:00 UTC+1 | 15:00 UTC+1  |              |                 |                                                  | Publik: 30 Domare: Andreas Hedström, Avesta (Avesta) | Publik: 30 Domare: Andreas Hedström, Avesta (Avesta) |
| 15:00 UTC+1 | 15:00 UTC+1  |              |                 |                                                  | Publik: 30 Domare: Andreas Hedström, Avesta (Avesta) | Publik: 30 Domare: Andreas Hedström, Avesta (Avesta) |

| 13          | 28 mars 2010 | Myresjö IF        | 1 – 3           | IFK Norrköping               |                                            |                                            |
| 13:00 UTC+2 | 13:00 UTC+2  | M. Gustafsson 12′ | (1 – 0) Rapport | 73′ Hasani 79′, 87′ Lindskog | Publik: 300 Domare: Nermin Cisic (Värnamo) | Publik: 300 Domare: Nermin Cisic (Värnamo) |
| 13:00 UTC+2 | 13:00 UTC+2  |                   |                 |                              | Publik: 300 Domare: Nermin Cisic (Värnamo) | Publik: 300 Domare: Nermin Cisic (Värnamo) |
| 13:00 UTC+2 | 13:00 UTC+2  |                   |                 |                              | Publik: 300 Domare: Nermin Cisic (Värnamo) | Publik: 300 Domare: Nermin Cisic (Värnamo) |

| 14          | 28 mars 2010 | Hudiksvalls ABK | 0 – 2           | IK Sirius           |                                             |                                             |
| 13:00 UTC+2 | 13:00 UTC+2  |                 | (0 – 1) Rapport | 36′ Bale 86′ (sjm.) | Publik: 127 Domare: Patrik Eriksson (Gävle) | Publik: 127 Domare: Patrik Eriksson (Gävle) |
| 13:00 UTC+2 | 13:00 UTC+2  |                 |                 |                     | Publik: 127 Domare: Patrik Eriksson (Gävle) | Publik: 127 Domare: Patrik Eriksson (Gävle) |
| 13:00 UTC+2 | 13:00 UTC+2  |                 |                 |                     | Publik: 127 Domare: Patrik Eriksson (Gävle) | Publik: 127 Domare: Patrik Eriksson (Gävle) |

| 15          | 28 mars 2010 | Värmbols FC          | 2 – 0           | Carlstad United |                                                  |                                                  |
| 13:15 UTC+2 | 13:15 UTC+2  | Norman 7′ Isgren 32′ | (2 – 0) Rapport |                 | Publik: 175 Domare: Mohammed Al-Hakim (Västerås) | Publik: 175 Domare: Mohammed Al-Hakim (Västerås) |
| 13:15 UTC+2 | 13:15 UTC+2  |                      |                 |                 | Publik: 175 Domare: Mohammed Al-Hakim (Västerås) | Publik: 175 Domare: Mohammed Al-Hakim (Västerås) |
| 13:15 UTC+2 | 13:15 UTC+2  |                      |                 |                 | Publik: 175 Domare: Mohammed Al-Hakim (Västerås) | Publik: 175 Domare: Mohammed Al-Hakim (Västerås) |

| 16          | 28 mars 2010 | Gunnilse IS | 1 – 2           | Ljungskile SK            |                                                |                                                |
| 14:00 UTC+2 | 14:00 UTC+2  | 69′ (sjm.)  | (0 – 1) Rapport | 9′, 62′ Smedberg-Dalence | Publik: 321 Domare: Håkan Söderman (Jönköping) | Publik: 321 Domare: Håkan Söderman (Jönköping) |
| 14:00 UTC+2 | 14:00 UTC+2  |             |                 |                          | Publik: 321 Domare: Håkan Söderman (Jönköping) | Publik: 321 Domare: Håkan Söderman (Jönköping) |
| 14:00 UTC+2 | 14:00 UTC+2  |             |                 |                          | Publik: 321 Domare: Håkan Söderman (Jönköping) | Publik: 321 Domare: Håkan Söderman (Jönköping) |

| 17          | 28 mars 2010 | Sandvikens IF              | 000 2 – 2 (e.fl.) | Dalkurd FF                |                                            |                                            |
| 16:00 UTC+2 | 16:00 UTC+2  | Svanberg 44′, 103′         | (1 – 0) Rapport   | 77′ Nouri 115′ Mihajlovic | Publik: 332 Domare: Johan Krantz (Uppsala) | Publik: 332 Domare: Johan Krantz (Uppsala) |
| 16:00 UTC+2 | 16:00 UTC+2  |                            |                   |                           | Publik: 332 Domare: Johan Krantz (Uppsala) | Publik: 332 Domare: Johan Krantz (Uppsala) |
| 16:00 UTC+2 | 16:00 UTC+2  | Straffsparksläggning 2 – 4 |                   |                           | Publik: 332 Domare: Johan Krantz (Uppsala) | Publik: 332 Domare: Johan Krantz (Uppsala) |

| 18          | 28 mars 2010 | Oskarshamns AIK              | 0000 2 – 1 (e.fl.) | Tenhults IF      |                                            |                                            |
| 17:00 UTC+2 | 17:00 UTC+2  | S. Johansson 74′ Avdyli 108′ | (0 – 1) Rapport    | 14′ D. Johansson | Publik: 112 Domare: Henrik Nilsson (Växjö) | Publik: 112 Domare: Henrik Nilsson (Växjö) |
| 17:00 UTC+2 | 17:00 UTC+2  |                              |                    |                  | Publik: 112 Domare: Henrik Nilsson (Växjö) | Publik: 112 Domare: Henrik Nilsson (Växjö) |
| 17:00 UTC+2 | 17:00 UTC+2  |                              |                    |                  | Publik: 112 Domare: Henrik Nilsson (Växjö) | Publik: 112 Domare: Henrik Nilsson (Växjö) |

| 19          | 28 mars 2010 | Friska Viljor | 1 – 6           | Östersunds FK                                                                   |                                                 |                                                 |
| 17:00 UTC+2 | 17:00 UTC+2  | Thors 87′     | (0 – 1) Rapport | 30′ Makel 46′ Sollander 65′, 69′ Björkebaum 79′ Daniel Andersson 89′ M. Larsson | Publik: 75 Domare: Fredrik Lundberg (Sundsvall) | Publik: 75 Domare: Fredrik Lundberg (Sundsvall) |
| 17:00 UTC+2 | 17:00 UTC+2  |               |                 |                                                                                 | Publik: 75 Domare: Fredrik Lundberg (Sundsvall) | Publik: 75 Domare: Fredrik Lundberg (Sundsvall) |
| 17:00 UTC+2 | 17:00 UTC+2  |               |                 |                                                                                 | Publik: 75 Domare: Fredrik Lundberg (Sundsvall) | Publik: 75 Domare: Fredrik Lundberg (Sundsvall) |

| 20          | 28 mars 2010 | Värmdö IF                | 3 – 2           | Vasalunds IF              |                                                             |                                                             |
| 19:30 UTC+2 | 19:30 UTC+2  | Silva 24′, 51′ Sürek 45′ | (2 – 0) Rapport | 79′, 79′ (str.) Milošević | Publik: 80 Domare: Mikael Devletyan Gudmundsson (Stockholm) | Publik: 80 Domare: Mikael Devletyan Gudmundsson (Stockholm) |
| 19:30 UTC+2 | 19:30 UTC+2  |                          |                 |                           | Publik: 80 Domare: Mikael Devletyan Gudmundsson (Stockholm) | Publik: 80 Domare: Mikael Devletyan Gudmundsson (Stockholm) |
| 19:30 UTC+2 | 19:30 UTC+2  |                          |                 |                           | Publik: 80 Domare: Mikael Devletyan Gudmundsson (Stockholm) | Publik: 80 Domare: Mikael Devletyan Gudmundsson (Stockholm) |

| 21          | 30 mars 2010 | Torslanda IK | 1 – 2           | Qviding FIF       |                                                      |                                                      |
| 18:15 UTC+2 | 18:15 UTC+2  | Hansson 20′  | (1 – 0) Rapport | 70′, 83′ Chekroun | Göteborg Publik: 78 Domare: Bojan Pandzic (Göteborg) | Göteborg Publik: 78 Domare: Bojan Pandzic (Göteborg) |
| 18:15 UTC+2 | 18:15 UTC+2  |              |                 |                   | Göteborg Publik: 78 Domare: Bojan Pandzic (Göteborg) | Göteborg Publik: 78 Domare: Bojan Pandzic (Göteborg) |
| 18:15 UTC+2 | 18:15 UTC+2  |              |                 |                   | Göteborg Publik: 78 Domare: Bojan Pandzic (Göteborg) | Göteborg Publik: 78 Domare: Bojan Pandzic (Göteborg) |

| 22          | 30 mars 2010 | IK Frej | 0 – 4           | Västerås SK                                  |                                                 |                                                 |
| 19:00 UTC+2 | 19:00 UTC+2  |         | (0 – 1) Rapport | 4′ Lundevall 60′ Östlund 69′ Blommé 85′ Damm | Publik: 75 Domare: Martin Strömbergsson (Gävle) | Publik: 75 Domare: Martin Strömbergsson (Gävle) |
| 19:00 UTC+2 | 19:00 UTC+2  |         |                 |                                              | Publik: 75 Domare: Martin Strömbergsson (Gävle) | Publik: 75 Domare: Martin Strömbergsson (Gävle) |
| 19:00 UTC+2 | 19:00 UTC+2  |         |                 |                                              | Publik: 75 Domare: Martin Strömbergsson (Gävle) | Publik: 75 Domare: Martin Strömbergsson (Gävle) |

| 23          | 31 mars 2010 | Enskede IK | 0 – 2           | Valsta Syrianska       |                                          |                                          |
| 19:00 UTC+2 | 19:00 UTC+2  |            | (0 – 1) Rapport | 26′ Ekström 60′ Ghemri | Publik: 92 Domare: Andreas Ekberg (Lund) | Publik: 92 Domare: Andreas Ekberg (Lund) |
| 19:00 UTC+2 | 19:00 UTC+2  |            |                 |                        | Publik: 92 Domare: Andreas Ekberg (Lund) | Publik: 92 Domare: Andreas Ekberg (Lund) |
| 19:00 UTC+2 | 19:00 UTC+2  |            |                 |                        | Publik: 92 Domare: Andreas Ekberg (Lund) | Publik: 92 Domare: Andreas Ekberg (Lund) |

| 24          | 31 mars 2010 | Holmalunds IF | 0 – 1   | FC Trollhättan |                                                  |                                                  |
| 19:15 UTC+2 | 19:15 UTC+2  |               | Rapport | 62′ Granat     | Publik: 65 Domare: Kristoffer Karlsson (Höganäs) | Publik: 65 Domare: Kristoffer Karlsson (Höganäs) |
| 19:15 UTC+2 | 19:15 UTC+2  |               |         |                | Publik: 65 Domare: Kristoffer Karlsson (Höganäs) | Publik: 65 Domare: Kristoffer Karlsson (Höganäs) |
| 19:15 UTC+2 | 19:15 UTC+2  |               |         |                | Publik: 65 Domare: Kristoffer Karlsson (Höganäs) | Publik: 65 Domare: Kristoffer Karlsson (Höganäs) |

#### Omgång 2
| 25          | 7 april 2010 | Oskarshamns AIK | 1 – 4           | Östers IF                                      | Oskarshamns IP                                        |                                                       |
| 19:00 UTC+2 | 19:00 UTC+2  |                 | (1 – 1) Rapport | 17′ (sjm.) 60′ Moberg 67′ Henningsson 86′ Borg | Oskarshamn Publik: 370 Domare: Nermin Cisic (Värnamo) | Oskarshamn Publik: 370 Domare: Nermin Cisic (Värnamo) |
| 19:00 UTC+2 | 19:00 UTC+2  |                 |                 |                                                | Oskarshamn Publik: 370 Domare: Nermin Cisic (Värnamo) | Oskarshamn Publik: 370 Domare: Nermin Cisic (Värnamo) |
| 19:00 UTC+2 | 19:00 UTC+2  |                 |                 |                                                | Oskarshamn Publik: 370 Domare: Nermin Cisic (Värnamo) | Oskarshamn Publik: 370 Domare: Nermin Cisic (Värnamo) |

| 26          | 9 april 2010 | IK Sirius                   | 2 – 3           | GIF Sundsvall                        | Studenternas IP                                |                                                |
| 18:30 UTC+2 | 18:30 UTC+2  | Pettersson 8′ Österberg 85′ | (1 – 0) Rapport | 50′ Brink 58′ F. Jonson 88′ Skúlason | Uppsala Publik: 225 Domare: Johan Hamlin (Bro) | Uppsala Publik: 225 Domare: Johan Hamlin (Bro) |
| 18:30 UTC+2 | 18:30 UTC+2  |                             |                 |                                      | Uppsala Publik: 225 Domare: Johan Hamlin (Bro) | Uppsala Publik: 225 Domare: Johan Hamlin (Bro) |
| 18:30 UTC+2 | 18:30 UTC+2  |                             |                 |                                      | Uppsala Publik: 225 Domare: Johan Hamlin (Bro) | Uppsala Publik: 225 Domare: Johan Hamlin (Bro) |

| 27    | 9 april 2010 | FC Rosengård         | 0000 2 – 3 (e.fl.) | Ängelholms FF                           | Rosengårds IP                                    |                                                  |
| UTC+2 | UTC+2        | K. Hansson 69′, 108′ | (0 – 1) Rapport    | 15′ (str.) Dahlgren 109′, 119′ Bennhage | Malmö Publik: 100 Domare: Martin Olsson (Alnarp) | Malmö Publik: 100 Domare: Martin Olsson (Alnarp) |
| UTC+2 | UTC+2        |                      |                    |                                         | Malmö Publik: 100 Domare: Martin Olsson (Alnarp) | Malmö Publik: 100 Domare: Martin Olsson (Alnarp) |
| UTC+2 | UTC+2        |                      |                    |                                         | Malmö Publik: 100 Domare: Martin Olsson (Alnarp) | Malmö Publik: 100 Domare: Martin Olsson (Alnarp) |

| 28          | 11 april 2010 | Umedalens IF | 1 – 7           | Östersunds FK                                                                     | Gammliavallen                                           |                                                         |
| 15:00 UTC+2 | 15:00 UTC+2   | Stigedal 58′ | (0 – 3) Rapport | 14′ Makel 15′, 87′ Offiong 40′ Hallström 57′, 88′ Björkebaum 90′ Daniel Andersson | Umeå Publik: 110 Domare: Niklas Abrahamsson (Sollefteå) | Umeå Publik: 110 Domare: Niklas Abrahamsson (Sollefteå) |
| 15:00 UTC+2 | 15:00 UTC+2   |              |                 |                                                                                   | Umeå Publik: 110 Domare: Niklas Abrahamsson (Sollefteå) | Umeå Publik: 110 Domare: Niklas Abrahamsson (Sollefteå) |
| 15:00 UTC+2 | 15:00 UTC+2   |              |                 |                                                                                   | Umeå Publik: 110 Domare: Niklas Abrahamsson (Sollefteå) | Umeå Publik: 110 Domare: Niklas Abrahamsson (Sollefteå) |

| 29          | 14 april 2010 | Hammarby TFF      | 1 – 0           | Assyriska FF | Hammarby IP                                            |                                                        |
| 19:00 UTC+2 | 19:00 UTC+2   | C. Gustafsson 36′ | (1 – 0) Rapport |              | Stockholm Publik: 380 Domare: Dragan Banjac (Vendelsö) | Stockholm Publik: 380 Domare: Dragan Banjac (Vendelsö) |
| 19:00 UTC+2 | 19:00 UTC+2   |                   |                 |              | Stockholm Publik: 380 Domare: Dragan Banjac (Vendelsö) | Stockholm Publik: 380 Domare: Dragan Banjac (Vendelsö) |
| 19:00 UTC+2 | 19:00 UTC+2   |                   |                 |              | Stockholm Publik: 380 Domare: Dragan Banjac (Vendelsö) | Stockholm Publik: 380 Domare: Dragan Banjac (Vendelsö) |

| 30          | 17 april 2010 | Värmdö IF            | 0000 2 – 3 (e.fl.) | Hammarby IF                      | Värmdövallen                                        |                                                     |
| 15:00 UTC+2 | 15:00 UTC+2   | Sürek 8′ Ibrahim 15′ | (2 – 0) Rapport    | 72′, 91′ Holmqvist 90′ Hallenius | Värmdö Publik: 1 684 Domare: Johan Fält (Stockholm) | Värmdö Publik: 1 684 Domare: Johan Fält (Stockholm) |
| 15:00 UTC+2 | 15:00 UTC+2   |                      |                    |                                  | Värmdö Publik: 1 684 Domare: Johan Fält (Stockholm) | Värmdö Publik: 1 684 Domare: Johan Fält (Stockholm) |
| 15:00 UTC+2 | 15:00 UTC+2   |                      |                    |                                  | Värmdö Publik: 1 684 Domare: Johan Fält (Stockholm) | Värmdö Publik: 1 684 Domare: Johan Fält (Stockholm) |

| 31          | 18 april 2010 | Värmbols FC             | 0000 2 – 3 (e.fl.) | Jönköpings Södra                  | Duvsta                                                    |                                                           |
| 17:00 UTC+2 | 17:00 UTC+2   | Strömgren 6′ Norman 64′ | (1 – 0) Rapport    | 85′, 110′ Fagercrantz 90′ Backman | Katrineholm Publik: 441 Domare: Andreas Svahn (Karlskoga) | Katrineholm Publik: 441 Domare: Andreas Svahn (Karlskoga) |
| 17:00 UTC+2 | 17:00 UTC+2   |                         |                    |                                   | Katrineholm Publik: 441 Domare: Andreas Svahn (Karlskoga) | Katrineholm Publik: 441 Domare: Andreas Svahn (Karlskoga) |
| 17:00 UTC+2 | 17:00 UTC+2   |                         |                    |                                   | Katrineholm Publik: 441 Domare: Andreas Svahn (Karlskoga) | Katrineholm Publik: 441 Domare: Andreas Svahn (Karlskoga) |

| 32       | 21 april 2010 | Limhamn Bunkeflo | 1 – 0           | Landskrona BoIS | Limhamns IP                                           |                                                       |
| 18 UTC+2 | 18 UTC+2      | Asaad 32′        | (1 – 0) Rapport |                 | Malmö Publik: 549 Domare: Michel Ekberg (Helsingborg) | Malmö Publik: 549 Domare: Michel Ekberg (Helsingborg) |
| 18 UTC+2 | 18 UTC+2      |                  |                 |                 | Malmö Publik: 549 Domare: Michel Ekberg (Helsingborg) | Malmö Publik: 549 Domare: Michel Ekberg (Helsingborg) |
| 18 UTC+2 | 18 UTC+2      |                  |                 |                 | Malmö Publik: 549 Domare: Michel Ekberg (Helsingborg) | Malmö Publik: 549 Domare: Michel Ekberg (Helsingborg) |

| 33          | 21 april 2010 | Valsta Syrianska | 1 – 2           | Syrianska FC       | Midgårdsvallen                                            |                                                           |
| 18:30 UTC+2 | 18:30 UTC+2   | Haddad 33′       | (1 – 1) Rapport | 8′ Bååth 61′ Felić | Märsta Publik: 325 Domare: Niklas Abrahamsson (Sollefteå) | Märsta Publik: 325 Domare: Niklas Abrahamsson (Sollefteå) |
| 18:30 UTC+2 | 18:30 UTC+2   |                  |                 |                    | Märsta Publik: 325 Domare: Niklas Abrahamsson (Sollefteå) | Märsta Publik: 325 Domare: Niklas Abrahamsson (Sollefteå) |
| 18:30 UTC+2 | 18:30 UTC+2   |                  |                 |                    | Märsta Publik: 325 Domare: Niklas Abrahamsson (Sollefteå) | Märsta Publik: 325 Domare: Niklas Abrahamsson (Sollefteå) |

| 34          | 21 april 2010 | Dalkurd FF   | 0000 1 – 2 (e.fl.) | Väsby United             | Domnarvsvallen                                       |                                                      |
| 19:00 UTC+2 | 19:00 UTC+2   | Gargouri 40′ | (1 – 1) Rapport    | 31′ Pupparo 111′ Holster | Borlänge Publik: 320 Domare: Patrik Eriksson (Gävle) | Borlänge Publik: 320 Domare: Patrik Eriksson (Gävle) |
| 19:00 UTC+2 | 19:00 UTC+2   |              |                    |                          | Borlänge Publik: 320 Domare: Patrik Eriksson (Gävle) | Borlänge Publik: 320 Domare: Patrik Eriksson (Gävle) |
| 19:00 UTC+2 | 19:00 UTC+2   |              |                    |                          | Borlänge Publik: 320 Domare: Patrik Eriksson (Gävle) | Borlänge Publik: 320 Domare: Patrik Eriksson (Gävle) |

| 35          | 21 april 2010 | BK Forward      | 1 – 4           | Degerfors IF                                          | Trängens IP                                             |                                                         |
| 19:00 UTC+2 | 19:00 UTC+2   | Kuhi 49′ (str.) | (0 – 2) Rapport | 29′ Henriksson 40′ E. Nilsson 47′ Carlsson 76′ Lallet | Örebro Publik: 283 Domare: Mohammed Al-Hakim (Västerås) | Örebro Publik: 283 Domare: Mohammed Al-Hakim (Västerås) |
| 19:00 UTC+2 | 19:00 UTC+2   |                 |                 |                                                       | Örebro Publik: 283 Domare: Mohammed Al-Hakim (Västerås) | Örebro Publik: 283 Domare: Mohammed Al-Hakim (Västerås) |
| 19:00 UTC+2 | 19:00 UTC+2   |                 |                 |                                                       | Örebro Publik: 283 Domare: Mohammed Al-Hakim (Västerås) | Örebro Publik: 283 Domare: Mohammed Al-Hakim (Västerås) |

| 36          | 21 april 2010 | Utsiktens BK   | 2 – 3           | FC Trollhättan                                   | Ruddalens IP                                         |                                                      |
| 19:00 UTC+2 | 19:00 UTC+2   | Jevtic 9′, 56′ | (1 – 1) Rapport | 31′ T. Pettersson 61′ Mohammadian 73′ Mikaelsson | Göteborg Publik: 63 Domare: Adnan Jukic (Falkenberg) | Göteborg Publik: 63 Domare: Adnan Jukic (Falkenberg) |
| 19:00 UTC+2 | 19:00 UTC+2   |                |                 |                                                  | Göteborg Publik: 63 Domare: Adnan Jukic (Falkenberg) | Göteborg Publik: 63 Domare: Adnan Jukic (Falkenberg) |
| 19:00 UTC+2 | 19:00 UTC+2   |                |                 |                                                  | Göteborg Publik: 63 Domare: Adnan Jukic (Falkenberg) | Göteborg Publik: 63 Domare: Adnan Jukic (Falkenberg) |

| 37          | 21 april 2010 | Qviding FIF     | 1 – 2           | Ljungskile SK            | Valhalla IP                                           |                                                       |
| 19:00 UTC+2 | 19:00 UTC+2   | Galijatovic 54′ | (0 – 0) Rapport | 90′ Vanneryr 90+2′ Kitić | Göteborg Publik: 82 Domare: Antti Kanerva (Olofstorp) | Göteborg Publik: 82 Domare: Antti Kanerva (Olofstorp) |
| 19:00 UTC+2 | 19:00 UTC+2   |                 |                 |                          | Göteborg Publik: 82 Domare: Antti Kanerva (Olofstorp) | Göteborg Publik: 82 Domare: Antti Kanerva (Olofstorp) |
| 19:00 UTC+2 | 19:00 UTC+2   |                 |                 |                          | Göteborg Publik: 82 Domare: Antti Kanerva (Olofstorp) | Göteborg Publik: 82 Domare: Antti Kanerva (Olofstorp) |

| 38          | 21 april 2010 | IFK Värnamo  | 0000 1 – 2 (e.fl.) | Örgryte IS                        | Finnvedsvallen                                         |                                                        |
| 19:00 UTC+2 | 19:00 UTC+2   | Svensson 38′ | (1 – 1) Rapport    | 25′ R. Jonsson 113′ M. Gustafsson | Värnamo Publik: 249 Domare: Håkan Söderman (Jönköping) | Värnamo Publik: 249 Domare: Håkan Söderman (Jönköping) |
| 19:00 UTC+2 | 19:00 UTC+2   |              |                    |                                   | Värnamo Publik: 249 Domare: Håkan Söderman (Jönköping) | Värnamo Publik: 249 Domare: Håkan Söderman (Jönköping) |
| 19:00 UTC+2 | 19:00 UTC+2   |              |                    |                                   | Värnamo Publik: 249 Domare: Håkan Söderman (Jönköping) | Värnamo Publik: 249 Domare: Håkan Söderman (Jönköping) |

| 39          | 21 april 2010 | Lunds BK       | 1 – 5           | Falkenbergs FF                                  | Klostergårdens IP                                       |                                                         |
| 19:15 UTC+2 | 19:15 UTC+2   | Osmancevic 74′ | (0 – 3) Rapport | 17′, 77′ Rodevåg 25′ Jensen 57′ Yussuf 84′ Joza | Lund Publik: 119 Domare: Daniel Stålhammar (Landskrona) | Lund Publik: 119 Domare: Daniel Stålhammar (Landskrona) |
| 19:15 UTC+2 | 19:15 UTC+2   |                |                 |                                                 | Lund Publik: 119 Domare: Daniel Stålhammar (Landskrona) | Lund Publik: 119 Domare: Daniel Stålhammar (Landskrona) |
| 19:15 UTC+2 | 19:15 UTC+2   |                |                 |                                                 | Lund Publik: 119 Domare: Daniel Stålhammar (Landskrona) | Lund Publik: 119 Domare: Daniel Stålhammar (Landskrona) |

| 40          | 22 april 2010 | Västerås SK | 1 – 2           | IFK Norrköping             | Swedbank Park                                     |                                                   |
| 19:00 UTC+2 | 19:00 UTC+2   | Damm 72′    | (0 – 2) Rapport | 32′ Mwafulirwa 40′ Bamberg | Västerås Publik: 804 Domare: Per Melin (Kävlinge) | Västerås Publik: 804 Domare: Per Melin (Kävlinge) |
| 19:00 UTC+2 | 19:00 UTC+2   |             |                 |                            | Västerås Publik: 804 Domare: Per Melin (Kävlinge) | Västerås Publik: 804 Domare: Per Melin (Kävlinge) |
| 19:00 UTC+2 | 19:00 UTC+2   |             |                 |                            | Västerås Publik: 804 Domare: Per Melin (Kävlinge) | Västerås Publik: 804 Domare: Per Melin (Kävlinge) |

#### Omgång 3
I omgång 3 går lagen från Allsvenskan 2010 in. 
| 41          | 18 maj 2010 | Limhamn Bunkeflo | 0 – 1           | Mjällby AIF    | Limhamns IP                                          |                                                      |
| 18:30 UTC+2 | 18:30 UTC+2 |                  | (0 – 1) Rapport | 39′ Nicklasson | Malmö Publik: 619 Domare: Mattias Nyman (Kungsbacka) | Malmö Publik: 619 Domare: Mattias Nyman (Kungsbacka) |
| 18:30 UTC+2 | 18:30 UTC+2 |                  |                 |                | Malmö Publik: 619 Domare: Mattias Nyman (Kungsbacka) | Malmö Publik: 619 Domare: Mattias Nyman (Kungsbacka) |
| 18:30 UTC+2 | 18:30 UTC+2 |                  |                 |                | Malmö Publik: 619 Domare: Mattias Nyman (Kungsbacka) | Malmö Publik: 619 Domare: Mattias Nyman (Kungsbacka) |

| 42          | 18 maj 2010 | Ljungskile SK            | 2 – 0           | Djurgårdens IF | Starke Arvid Arena                                      |                                                         |
| 19:00 UTC+2 | 19:00 UTC+2 | Vanneryr 45′ Friberg 74′ | (1 – 0) Rapport |                | Uddevalla Publik: 666 Domare: Antti Kanerva (Olofstorp) | Uddevalla Publik: 666 Domare: Antti Kanerva (Olofstorp) |
| 19:00 UTC+2 | 19:00 UTC+2 |                          |                 |                | Uddevalla Publik: 666 Domare: Antti Kanerva (Olofstorp) | Uddevalla Publik: 666 Domare: Antti Kanerva (Olofstorp) |
| 19:00 UTC+2 | 19:00 UTC+2 |                          |                 |                | Uddevalla Publik: 666 Domare: Antti Kanerva (Olofstorp) | Uddevalla Publik: 666 Domare: Antti Kanerva (Olofstorp) |

| 43          | 18 maj 2010 | Syrianska FC | 0000 0 – 1 (e.fl.) | Malmö FF     | Södertälje fotbollsarena                                      |                                                               |
| 19:00 UTC+2 | 19:00 UTC+2 |              | (0 – 0) Rapport    | 119′ Rexhepi | Södertälje Publik: 1 290 Domare: Martin Strömbergsson (Gävle) | Södertälje Publik: 1 290 Domare: Martin Strömbergsson (Gävle) |
| 19:00 UTC+2 | 19:00 UTC+2 |              |                    |              | Södertälje Publik: 1 290 Domare: Martin Strömbergsson (Gävle) | Södertälje Publik: 1 290 Domare: Martin Strömbergsson (Gävle) |
| 19:00 UTC+2 | 19:00 UTC+2 |              |                    |              | Södertälje Publik: 1 290 Domare: Martin Strömbergsson (Gävle) | Södertälje Publik: 1 290 Domare: Martin Strömbergsson (Gävle) |

| 44          | 18 maj 2010 | Ängelholms FF  | 1 – 0           | Halmstads BK | Ängelholms IP                                                |                                                              |
| 19:00 UTC+2 | 19:00 UTC+2 | Westerblad 34′ | (1 – 0) Rapport |              | Ängelholm Publik: 603 Domare: Daniel Stålhammar (Landskrona) | Ängelholm Publik: 603 Domare: Daniel Stålhammar (Landskrona) |
| 19:00 UTC+2 | 19:00 UTC+2 |                |                 |              | Ängelholm Publik: 603 Domare: Daniel Stålhammar (Landskrona) | Ängelholm Publik: 603 Domare: Daniel Stålhammar (Landskrona) |
| 19:00 UTC+2 | 19:00 UTC+2 |                |                 |              | Ängelholm Publik: 603 Domare: Daniel Stålhammar (Landskrona) | Ängelholm Publik: 603 Domare: Daniel Stålhammar (Landskrona) |

| 45          | 18 maj 2010 | Hammarby TFF      | 1 – 3           | Helsingborgs IF                | Söderstadion                                       |                                                    |
| 18:00 UTC+2 | 18:00 UTC+2 | C. Gustafsson 78′ | (0 – 1) Rapport | 27′ Makondele 58′, 59′ Jönsson | Stockholm Publik: 1 525 Domare: Johan Hamlin (Bro) | Stockholm Publik: 1 525 Domare: Johan Hamlin (Bro) |
| 18:00 UTC+2 | 18:00 UTC+2 |                   |                 |                                | Stockholm Publik: 1 525 Domare: Johan Hamlin (Bro) | Stockholm Publik: 1 525 Domare: Johan Hamlin (Bro) |
| 18:00 UTC+2 | 18:00 UTC+2 |                   |                 |                                | Stockholm Publik: 1 525 Domare: Johan Hamlin (Bro) | Stockholm Publik: 1 525 Domare: Johan Hamlin (Bro) |

| 46          | 19 maj 2010 | Jönköping Södra | 0000 2 – 1 (e.fl.) | Åtvidabergs FF | Stadsparksvallen                                    |                                                     |
| 19:00 UTC+2 | 19:00 UTC+2 | Thelin 70′, 92′ | (0 – 0) Rapport    | 87′ Svärd      | Jönköping Publik: 475 Domare: Andreas Ekberg (Lund) | Jönköping Publik: 475 Domare: Andreas Ekberg (Lund) |
| 19:00 UTC+2 | 19:00 UTC+2 |                 |                    |                | Jönköping Publik: 475 Domare: Andreas Ekberg (Lund) | Jönköping Publik: 475 Domare: Andreas Ekberg (Lund) |
| 19:00 UTC+2 | 19:00 UTC+2 |                 |                    |                | Jönköping Publik: 475 Domare: Andreas Ekberg (Lund) | Jönköping Publik: 475 Domare: Andreas Ekberg (Lund) |

| 47          | 19 maj 2010 | FC Trollhättan | 0 – 3           | Kalmar FF                           | Edsborgs IP                                              |                                                          |
| 19:00 UTC+2 | 19:00 UTC+2 |                | (0 – 0) Rapport | 54′ Smylie 85′ R. Santos 90′ Mendes | Trollhättan Publik: 748 Domare: Bojan Pandzic (Göteborg) | Trollhättan Publik: 748 Domare: Bojan Pandzic (Göteborg) |
| 19:00 UTC+2 | 19:00 UTC+2 |                |                 |                                     | Trollhättan Publik: 748 Domare: Bojan Pandzic (Göteborg) | Trollhättan Publik: 748 Domare: Bojan Pandzic (Göteborg) |
| 19:00 UTC+2 | 19:00 UTC+2 |                |                 |                                     | Trollhättan Publik: 748 Domare: Bojan Pandzic (Göteborg) | Trollhättan Publik: 748 Domare: Bojan Pandzic (Göteborg) |

| 48          | 19 maj 2010 | Degerfors IF | 0 – 2           | IF Elfsborg                  | Stora Valla                                               |                                                           |
| 19:00 UTC+2 | 19:00 UTC+2 |              | (0 – 0) Rapport | 53′ Mobaeck 79′ (str.) Avdić | Degerfors Publik: 2 194 Domare: Magnus Ahlsén (Linköping) | Degerfors Publik: 2 194 Domare: Magnus Ahlsén (Linköping) |
| 19:00 UTC+2 | 19:00 UTC+2 |              |                 |                              | Degerfors Publik: 2 194 Domare: Magnus Ahlsén (Linköping) | Degerfors Publik: 2 194 Domare: Magnus Ahlsén (Linköping) |
| 19:00 UTC+2 | 19:00 UTC+2 |              |                 |                              | Degerfors Publik: 2 194 Domare: Magnus Ahlsén (Linköping) | Degerfors Publik: 2 194 Domare: Magnus Ahlsén (Linköping) |

| 49          | 19 maj 2010 | Falkenbergs FF | 0 – 2           | IF Brommapojkarna           | Falkenbergs IP                                        |                                                       |
| 19:00 UTC+2 | 19:00 UTC+2 |                | (0 – 1) Rapport | 12′ Fontér 49′ Piñones-Arce | Falkenberg Publik: 275 Domare: Jim Petersson (Motala) | Falkenberg Publik: 275 Domare: Jim Petersson (Motala) |
| 19:00 UTC+2 | 19:00 UTC+2 |                |                 |                             | Falkenberg Publik: 275 Domare: Jim Petersson (Motala) | Falkenberg Publik: 275 Domare: Jim Petersson (Motala) |
| 19:00 UTC+2 | 19:00 UTC+2 |                |                 |                             | Falkenberg Publik: 275 Domare: Jim Petersson (Motala) | Falkenberg Publik: 275 Domare: Jim Petersson (Motala) |

| 50          | 19 maj 2010 | Östersunds FK | 0 – 5           | BK Häcken                                             | Jämtkraft Arena                                                |                                                                |
| 19:00 UTC+2 | 19:00 UTC+2 |               | (0 – 0) Rapport | 52′, 76′ Rodrigues 56′ Bjurström 62′ Lopes 75′ Majeed | Östersund Publik: 1 108 Domare: Niklas Abrahamsson (Sollefteå) | Östersund Publik: 1 108 Domare: Niklas Abrahamsson (Sollefteå) |
| 19:00 UTC+2 | 19:00 UTC+2 |               |                 |                                                       | Östersund Publik: 1 108 Domare: Niklas Abrahamsson (Sollefteå) | Östersund Publik: 1 108 Domare: Niklas Abrahamsson (Sollefteå) |
| 19:00 UTC+2 | 19:00 UTC+2 |               |                 |                                                       | Östersund Publik: 1 108 Domare: Niklas Abrahamsson (Sollefteå) | Östersund Publik: 1 108 Domare: Niklas Abrahamsson (Sollefteå) |

| 51    | 19 maj 2010 | Väsby United | 0 – 2           | IFK Göteborg                   | Vilundavallen                                               |                                                             |
| UTC+2 | UTC+2       |              | (0 – 2) Rapport | 23′ J. Johansson 44′ Selakovic | Upplands Väsby Publik: 700 Domare: Jonas Eriksson (Sigtuna) | Upplands Väsby Publik: 700 Domare: Jonas Eriksson (Sigtuna) |
| UTC+2 | UTC+2       |              |                 |                                | Upplands Väsby Publik: 700 Domare: Jonas Eriksson (Sigtuna) | Upplands Väsby Publik: 700 Domare: Jonas Eriksson (Sigtuna) |
| UTC+2 | UTC+2       |              |                 |                                | Upplands Väsby Publik: 700 Domare: Jonas Eriksson (Sigtuna) | Upplands Väsby Publik: 700 Domare: Jonas Eriksson (Sigtuna) |

| 52          | 25 maj 2010 | IFK Norrköping | 0000 0 – 2 (e.fl.) | Örebro SK           | Norrköpings Idrottspark                                         |                                                                 |
| 18:00 UTC+2 | 18:00 UTC+2 |                | (0 – 0) Rapport    | 91′ Staaf 96′ Olsen | Norrköping Publik: 1 907 Domare: Martin Ingvarsson (Hässleholm) | Norrköping Publik: 1 907 Domare: Martin Ingvarsson (Hässleholm) |
| 18:00 UTC+2 | 18:00 UTC+2 |                |                    |                     | Norrköping Publik: 1 907 Domare: Martin Ingvarsson (Hässleholm) | Norrköping Publik: 1 907 Domare: Martin Ingvarsson (Hässleholm) |
| 18:00 UTC+2 | 18:00 UTC+2 |                |                    |                     | Norrköping Publik: 1 907 Domare: Martin Ingvarsson (Hässleholm) | Norrköping Publik: 1 907 Domare: Martin Ingvarsson (Hässleholm) |

| 53          | 25 maj 2010 | Örgryte IS | 0 – 1           | Gefle IF   | Valhalla IP                                           |                                                       |
| 19:00 UTC+2 | 19:00 UTC+2 |            | (0 – 0) Rapport | 87′ Öhagen | Göteborg Publik: 1 164 Domare: Jim Petersson (Motala) | Göteborg Publik: 1 164 Domare: Jim Petersson (Motala) |
| 19:00 UTC+2 | 19:00 UTC+2 |            |                 |            | Göteborg Publik: 1 164 Domare: Jim Petersson (Motala) | Göteborg Publik: 1 164 Domare: Jim Petersson (Motala) |
| 19:00 UTC+2 | 19:00 UTC+2 |            |                 |            | Göteborg Publik: 1 164 Domare: Jim Petersson (Motala) | Göteborg Publik: 1 164 Domare: Jim Petersson (Motala) |

| 54          | 25 maj 2010 | Östers IF          | 0000 1 – 3 (e.fl.) | AIK                                      | Värendsvallen                                              |                                                            |
| 19:00 UTC+2 | 19:00 UTC+2 | A. Henningsson 59′ | (0 – 0) Rapport    | 61′ N. Johansson 104′ Özkan 108′ Engblom | Växjö Publik: 1 155 Domare: Daniel Stålhammar (Landskrona) | Växjö Publik: 1 155 Domare: Daniel Stålhammar (Landskrona) |
| 19:00 UTC+2 | 19:00 UTC+2 |                    |                    |                                          | Växjö Publik: 1 155 Domare: Daniel Stålhammar (Landskrona) | Växjö Publik: 1 155 Domare: Daniel Stålhammar (Landskrona) |
| 19:00 UTC+2 | 19:00 UTC+2 |                    |                    |                                          | Växjö Publik: 1 155 Domare: Daniel Stålhammar (Landskrona) | Växjö Publik: 1 155 Domare: Daniel Stålhammar (Landskrona) |

| 55          | 25 maj 2010 | GIF Sundsvall | 0000 1 – 2 (e.fl.) | Gais                        | Norrporten Arena                                   |                                                    |
| 19:00 UTC+2 | 19:00 UTC+2 | F. Jonson 73′ | (0 – 0) Rapport    | 49′ Lundgren 107′ Wanderson | Sundsvall Publik: 1 171 Domare: Lars Olsson (Umeå) | Sundsvall Publik: 1 171 Domare: Lars Olsson (Umeå) |
| 19:00 UTC+2 | 19:00 UTC+2 |               |                    |                             | Sundsvall Publik: 1 171 Domare: Lars Olsson (Umeå) | Sundsvall Publik: 1 171 Domare: Lars Olsson (Umeå) |
| 19:00 UTC+2 | 19:00 UTC+2 |               |                    |                             | Sundsvall Publik: 1 171 Domare: Lars Olsson (Umeå) | Sundsvall Publik: 1 171 Domare: Lars Olsson (Umeå) |

| 56          | 3 juni 2010 | Hammarby IF               | 3 – 1           | Trelleborgs FF | Söderstadion                                          |                                                       |
| 19:00 UTC+2 | 19:00 UTC+2 | Helg 4′, 57′ Bojassén 80′ | (1 – 0) Rapport | 51′ Pode       | Stockholm Publik: 2 436 Domare: Andreas Ekberg (Lund) | Stockholm Publik: 2 436 Domare: Andreas Ekberg (Lund) |
| 19:00 UTC+2 | 19:00 UTC+2 |                           |                 |                | Stockholm Publik: 2 436 Domare: Andreas Ekberg (Lund) | Stockholm Publik: 2 436 Domare: Andreas Ekberg (Lund) |
| 19:00 UTC+2 | 19:00 UTC+2 |                           |                 |                | Stockholm Publik: 2 436 Domare: Andreas Ekberg (Lund) | Stockholm Publik: 2 436 Domare: Andreas Ekberg (Lund) |

#### Omgång 4
| 57          | 27 juni 2010 | IFK Göteborg                             | 0000 3 – 4 (e.fl.) | Kalmar FF                                        | Gamla Ullevi                                                   |                                                                |
| 18:00 UTC+2 | 18:00 UTC+2  | Hysén 15′ Bjarnason 77′ J. Johansson 90′ | (1 – 3) Rapport    | 8′, 35′ R. Santos 17′ Israelsson 118′ Sacramento | Göteborg Publik: 2 763 Domare: Sven-Martin Åkesson (Stockholm) | Göteborg Publik: 2 763 Domare: Sven-Martin Åkesson (Stockholm) |
| 18:00 UTC+2 | 18:00 UTC+2  |                                          |                    |                                                  | Göteborg Publik: 2 763 Domare: Sven-Martin Åkesson (Stockholm) | Göteborg Publik: 2 763 Domare: Sven-Martin Åkesson (Stockholm) |
| 18:00 UTC+2 | 18:00 UTC+2  |                                          |                    |                                                  | Göteborg Publik: 2 763 Domare: Sven-Martin Åkesson (Stockholm) | Göteborg Publik: 2 763 Domare: Sven-Martin Åkesson (Stockholm) |

| 58          | 27 juni 2010 | Ljungskile SK | 0 – 1           | Gefle IF  | Starke Arvid Arena                                       |                                                          |
| 18:30 UTC+2 | 18:30 UTC+2  |               | (0 – 0) Rapport | 69′ Gernt | Uddevalla Publik: 595 Domare: Tobias Mattsson (Karlstad) | Uddevalla Publik: 595 Domare: Tobias Mattsson (Karlstad) |
| 18:30 UTC+2 | 18:30 UTC+2  |               |                 |           | Uddevalla Publik: 595 Domare: Tobias Mattsson (Karlstad) | Uddevalla Publik: 595 Domare: Tobias Mattsson (Karlstad) |
| 18:30 UTC+2 | 18:30 UTC+2  |               |                 |           | Uddevalla Publik: 595 Domare: Tobias Mattsson (Karlstad) | Uddevalla Publik: 595 Domare: Tobias Mattsson (Karlstad) |

| 59          | 1 juli 2010 | Hammarby IF                       | 3 – 1           | IF Elfsborg  | Söderstadion                                             |                                                          |
| 19:00 UTC+2 | 19:00 UTC+2 | Castro-Tello 9′, 70′ Furuseth 68′ | (1 – 0) Rapport | 85′ Ericsson | Stockholm Publik: 4 018 Domare: Jonas Eriksson (Sigtuna) | Stockholm Publik: 4 018 Domare: Jonas Eriksson (Sigtuna) |
| 19:00 UTC+2 | 19:00 UTC+2 |                                   |                 |              | Stockholm Publik: 4 018 Domare: Jonas Eriksson (Sigtuna) | Stockholm Publik: 4 018 Domare: Jonas Eriksson (Sigtuna) |
| 19:00 UTC+2 | 19:00 UTC+2 |                                   |                 |              | Stockholm Publik: 4 018 Domare: Jonas Eriksson (Sigtuna) | Stockholm Publik: 4 018 Domare: Jonas Eriksson (Sigtuna) |

| 60          | 2 juli 2010 | Jönköpings Södra | 0 – 2           | Örebro SK         | Stadsparksvallen                                           |                                                            |
| 18:30 UTC+2 | 18:30 UTC+2 |                  | (0 – 0) Rapport | 64′, 67′ Paulinho | Jönköping Publik: 311 Domare: Martin Strömbergsson (Gävle) | Jönköping Publik: 311 Domare: Martin Strömbergsson (Gävle) |
| 18:30 UTC+2 | 18:30 UTC+2 |                  |                 |                   | Jönköping Publik: 311 Domare: Martin Strömbergsson (Gävle) | Jönköping Publik: 311 Domare: Martin Strömbergsson (Gävle) |
| 18:30 UTC+2 | 18:30 UTC+2 |                  |                 |                   | Jönköping Publik: 311 Domare: Martin Strömbergsson (Gävle) | Jönköping Publik: 311 Domare: Martin Strömbergsson (Gävle) |

| 61          | 4 juli 2010 | Mjällby AIF                 | 4 – 1           | Malmö FF   | Swedbank Stadion                                      |                                                       |
| 16:00 UTC+2 | 16:00 UTC+2 | El Kabir 24′, 48′, 54′, 81′ | (1 – 0) Rapport | 63′ Molins | Malmö Publik: 2 393 Domare: Magnus Ahlsén (Linköping) | Malmö Publik: 2 393 Domare: Magnus Ahlsén (Linköping) |
| 16:00 UTC+2 | 16:00 UTC+2 |                             |                 |            | Malmö Publik: 2 393 Domare: Magnus Ahlsén (Linköping) | Malmö Publik: 2 393 Domare: Magnus Ahlsén (Linköping) |
| 16:00 UTC+2 | 16:00 UTC+2 |                             |                 |            | Malmö Publik: 2 393 Domare: Magnus Ahlsén (Linköping) | Malmö Publik: 2 393 Domare: Magnus Ahlsén (Linköping) |

| 62          | 4 juli 2010 | Gais                       | 0000 0 – 0 (e.fl.) | IF Brommapojkarna | Gamla Ullevi                                            |                                                         |
| 17:00 UTC+2 | 17:00 UTC+2 |                            | (0 – 0) Rapport    |                   | Göteborg Publik: 1 380 Domare: Michael Lerjéus (Skövde) | Göteborg Publik: 1 380 Domare: Michael Lerjéus (Skövde) |
| 17:00 UTC+2 | 17:00 UTC+2 |                            |                    |                   | Göteborg Publik: 1 380 Domare: Michael Lerjéus (Skövde) | Göteborg Publik: 1 380 Domare: Michael Lerjéus (Skövde) |
| 17:00 UTC+2 | 17:00 UTC+2 | Straffsparksläggning 3 – 4 |                    |                   | Göteborg Publik: 1 380 Domare: Michael Lerjéus (Skövde) | Göteborg Publik: 1 380 Domare: Michael Lerjéus (Skövde) |

| 63          | 5 juli 2010 | Helsingborgs IF          | 2 – 1           | BK Häcken    | Olympia                                                 |                                                         |
| 19:00 UTC+2 | 19:00 UTC+2 | Lindström 86′ Sundin 90′ | (1 – 0) Rapport | 78′ Chibuike | Helsingborg Publik: 5 053 Domare: Andreas Ekberg (Lund) | Helsingborg Publik: 5 053 Domare: Andreas Ekberg (Lund) |
| 19:00 UTC+2 | 19:00 UTC+2 |                          |                 |              | Helsingborg Publik: 5 053 Domare: Andreas Ekberg (Lund) | Helsingborg Publik: 5 053 Domare: Andreas Ekberg (Lund) |
| 19:00 UTC+2 | 19:00 UTC+2 |                          |                 |              | Helsingborg Publik: 5 053 Domare: Andreas Ekberg (Lund) | Helsingborg Publik: 5 053 Domare: Andreas Ekberg (Lund) |

| 64          | 5 juli 2010 | Ängelholms FF | 0000 1 – 2 (e.fl.) | AIK                        | Ängelholms IP                                                  |                                                                |
| 19:00 UTC+2 | 19:00 UTC+2 | Dahlgren 1′   | (1 – 0) Rapport    | 65′ Lorentzson 120′ Flávio | Ängelholm Publik: 1 507 Domare: Martin Ingvarsson (Hässleholm) | Ängelholm Publik: 1 507 Domare: Martin Ingvarsson (Hässleholm) |
| 19:00 UTC+2 | 19:00 UTC+2 |               |                    |                            | Ängelholm Publik: 1 507 Domare: Martin Ingvarsson (Hässleholm) | Ängelholm Publik: 1 507 Domare: Martin Ingvarsson (Hässleholm) |
| 19:00 UTC+2 | 19:00 UTC+2 |               |                    |                            | Ängelholm Publik: 1 507 Domare: Martin Ingvarsson (Hässleholm) | Ängelholm Publik: 1 507 Domare: Martin Ingvarsson (Hässleholm) |

### Slutspelsträd
|  | Kvartsfinal            | Kvartsfinal     |       |                    | Semifinal | Semifinal |  |             | Final | Final |  |  |  |  |
|  |                        |                 |       |                    |           |           |  |             |       |       |  |  |  |  |
|  | Hammarby IF (str.)     | 2 (5)           |       |                    |           |           |  |             |       |       |  |  |  |  |
|  | IF Brommapojkarna      | 2 (4)           |       |                    |           |           |  |             |       |       |  |  |  |  |
|  | IF Brommapojkarna      | 2 (4)           |       | Hammarby IF (str.) | 2 (4)     |           |  |             |       |       |  |  |  |  |
|  |                        |                 |       | Hammarby IF (str.) | 2 (4)     |           |  |             |       |       |  |  |  |  |
|  |                        | Kalmar FF       | 2 (3) |                    |           |           |  |             |       |       |  |  |  |  |
|  | Kalmar FF (e.f.)       | Kalmar FF       | 2 (3) | 3                  |           |           |  |             |       |       |  |  |  |  |
|  | Kalmar FF (e.f.)       |                 |       | 3                  |           |           |  |             |       |       |  |  |  |  |
|  | Gefle IF               | 0               |       |                    |           |           |  |             |       |       |  |  |  |  |
|  | Gefle IF               | 0               |       |                    |           |           |  | Hammarby IF | 0     |       |  |  |  |  |
|  |                        |                 |       |                    |           |           |  | Hammarby IF | 0     |       |  |  |  |  |
|  |                        | Helsingborgs IF | 1     |                    |           |           |  |             |       |       |  |  |  |  |
|  | AIK                    | Helsingborgs IF | 1     | 1 (3)              |           |           |  |             |       |       |  |  |  |  |
|  | AIK                    |                 |       | 1 (3)              |           |           |  |             |       |       |  |  |  |  |
|  | Helsingborgs IF (str.) | 1 (4)           |       |                    |           |           |  |             |       |       |  |  |  |  |
|  | Helsingborgs IF (str.) | 1 (4)           |       | Helsingborgs IF    | 2         |           |  |             |       |       |  |  |  |  |
|  |                        |                 |       | Helsingborgs IF    | 2         |           |  |             |       |       |  |  |  |  |
|  |                        | Mjällby AIF     | 0     |                    |           |           |  |             |       |       |  |  |  |  |
|  | Örebro SK              | Mjällby AIF     | 0     | 0                  |           |           |  |             |       |       |  |  |  |  |
|  | Örebro SK              |                 |       | 0                  |           |           |  |             |       |       |  |  |  |  |
|  | Mjällby AIF            | 3               |       |                    |           |           |  |             |       |       |  |  |  |  |

#### Kvartsfinal
| 65          | 9 juli 2010 | AIK                        | 0000 1 – 1 (e.fl.) | Helsingborgs IF | Råsunda                                                      |                                                              |
| 17:00 UTC+2 | 17:00 UTC+2 | Ljubojevic 33′             | (1 – 1) Rapport    | 41′ Lindström   | Stockholm Publik: 5 000 Domare: Martin Strömbergsson (Gävle) | Stockholm Publik: 5 000 Domare: Martin Strömbergsson (Gävle) |
| 17:00 UTC+2 | 17:00 UTC+2 |                            |                    |                 | Stockholm Publik: 5 000 Domare: Martin Strömbergsson (Gävle) | Stockholm Publik: 5 000 Domare: Martin Strömbergsson (Gävle) |
| 17:00 UTC+2 | 17:00 UTC+2 | Straffsparksläggning 3 – 4 |                    |                 | Stockholm Publik: 5 000 Domare: Martin Strömbergsson (Gävle) | Stockholm Publik: 5 000 Domare: Martin Strömbergsson (Gävle) |

| 66          | 10 juli 2010 | Örebro SK | 0 – 3           | Mjällby AIF                             | Behrn Arena                                     |                                                 |
| 17:00 UTC+2 | 17:00 UTC+2  |           | (0 – 1) Rapport | 9′ Nicklasson 89′ El Kabir 90′ Gitselov | Örebro Publik: 1 856 Domare: Johan Hamlin (Bro) | Örebro Publik: 1 856 Domare: Johan Hamlin (Bro) |
| 17:00 UTC+2 | 17:00 UTC+2  |           |                 |                                         | Örebro Publik: 1 856 Domare: Johan Hamlin (Bro) | Örebro Publik: 1 856 Domare: Johan Hamlin (Bro) |
| 17:00 UTC+2 | 17:00 UTC+2  |           |                 |                                         | Örebro Publik: 1 856 Domare: Johan Hamlin (Bro) | Örebro Publik: 1 856 Domare: Johan Hamlin (Bro) |

| 67          | 11 juli 2010 | Kalmar FF                                          | 0000 3 – 1 (e.fl.) | Gefle IF   | Fredriksskans IP                                      |                                                       |
| 17:00 UTC+2 | 17:00 UTC+2  | R. Santos 31′ Rydström 105′ (str.) Bertilsson 110′ | (1 – 1) Rapport    | 15′ Lantto | Kalmar Publik: 1 235 Domare: Martin Hansson (Holmsjö) | Kalmar Publik: 1 235 Domare: Martin Hansson (Holmsjö) |
| 17:00 UTC+2 | 17:00 UTC+2  |                                                    |                    |            | Kalmar Publik: 1 235 Domare: Martin Hansson (Holmsjö) | Kalmar Publik: 1 235 Domare: Martin Hansson (Holmsjö) |
| 17:00 UTC+2 | 17:00 UTC+2  |                                                    |                    |            | Kalmar Publik: 1 235 Domare: Martin Hansson (Holmsjö) | Kalmar Publik: 1 235 Domare: Martin Hansson (Holmsjö) |

| 68          | 21 juli 2010 | Hammarby IF                           | 0000 2 – 2 (e.fl.) | IF Brommapojkarna   | Söderstadion                                              |                                                           |
| 19:00 UTC+2 | 19:00 UTC+2  | Castro-Tello 23′ (str.) Hallenius 45′ | (2 – 1) Rapport    | 13′, 81′ Segerström | Stockholm Publik: 5 247 Domare: Magnus Ahlsén (Linköping) | Stockholm Publik: 5 247 Domare: Magnus Ahlsén (Linköping) |
| 19:00 UTC+2 | 19:00 UTC+2  |                                       |                    |                     | Stockholm Publik: 5 247 Domare: Magnus Ahlsén (Linköping) | Stockholm Publik: 5 247 Domare: Magnus Ahlsén (Linköping) |
| 19:00 UTC+2 | 19:00 UTC+2  | Straffsparksläggning 5 – 4            |                    |                     | Stockholm Publik: 5 247 Domare: Magnus Ahlsén (Linköping) | Stockholm Publik: 5 247 Domare: Magnus Ahlsén (Linköping) |

#### Semifinal
| 69          | 27 oktober 2010 | Hammarby IF                     | 0000 2 – 2 (e.fl.) | Kalmar FF                     | Söderstadion                                               |                                                            |
| 19:00 UTC+2 | 19:00 UTC+2     | Törnstrand 26′ Castro-Tello 43′ | (2 – 0) Rapport    | 76′ Sobralense 83′ Israelsson | Stockholm Publik: 6 728 Domare: Tobias Mattsson (Karlstad) | Stockholm Publik: 6 728 Domare: Tobias Mattsson (Karlstad) |
| 19:00 UTC+2 | 19:00 UTC+2     |                                 |                    |                               | Stockholm Publik: 6 728 Domare: Tobias Mattsson (Karlstad) | Stockholm Publik: 6 728 Domare: Tobias Mattsson (Karlstad) |
| 19:00 UTC+2 | 19:00 UTC+2     | Straffsparksläggning 4 – 3      |                    |                               | Stockholm Publik: 6 728 Domare: Tobias Mattsson (Karlstad) | Stockholm Publik: 6 728 Domare: Tobias Mattsson (Karlstad) |

| 70          | 28 oktober 2010 | Helsingborgs IF           | 2 – 0           | Mjällby AIF | Olympia                                                    |                                                            |
| 19:00 UTC+2 | 19:00 UTC+2     | Sundin 63′ Holgersson 78′ | (0 – 0) Rapport |             | Helsingborg Publik: 4 466 Domare: Michael Lerjéus (Skövde) | Helsingborg Publik: 4 466 Domare: Michael Lerjéus (Skövde) |
| 19:00 UTC+2 | 19:00 UTC+2     |                           |                 |             | Helsingborg Publik: 4 466 Domare: Michael Lerjéus (Skövde) | Helsingborg Publik: 4 466 Domare: Michael Lerjéus (Skövde) |
| 19:00 UTC+2 | 19:00 UTC+2     |                           |                 |             | Helsingborg Publik: 4 466 Domare: Michael Lerjéus (Skövde) | Helsingborg Publik: 4 466 Domare: Michael Lerjéus (Skövde) |

#### Final
| 57          | 13 november 2010 | Hammarby IF | 0 – 1           | Helsingborgs IF | Söderstadion                                                    |                                                                 |
| 16:00 UTC+1 | 16:00 UTC+1      |             | (0 – 0) Rapport | 80′ Jönsson     | Stockholm Publik: 12 357 Domare: Daniel Stålhammar (Landskrona) | Stockholm Publik: 12 357 Domare: Daniel Stålhammar (Landskrona) |
| 16:00 UTC+1 | 16:00 UTC+1      |             |                 |                 | Stockholm Publik: 12 357 Domare: Daniel Stålhammar (Landskrona) | Stockholm Publik: 12 357 Domare: Daniel Stålhammar (Landskrona) |
| 16:00 UTC+1 | 16:00 UTC+1      |             |                 |                 | Stockholm Publik: 12 357 Domare: Daniel Stålhammar (Landskrona) | Stockholm Publik: 12 357 Domare: Daniel Stålhammar (Landskrona) |

## Anmärkningslista
1. ↑  Publiksnittet uträknat på 69 matcher. (Detta för att få ett mer realistiskt publiksnitt då två matcher inte har uppgett publiksiffror.)
2. ↑  Publiksnittet uträknat på 24 matcher. (Detta för att få ett mer realistiskt publiksnitt då två matcher inte har uppgett publiksiffror.)
3. ↑  Publiksnittet uträknat på 22 matcher. (Detta för att få ett mer realistiskt publiksnitt då två matcher inte har uppgett publiksiffror.)